# シナイタチアナグマ
シナイタチアナグマ（支那鼬穴熊、学名：Melogale moschata、台湾語：ツァウヒェンバー tshàu-hiàn-bâ、中国語：鼬獾(yòuhuān) ヨウフアン）は、イタチ科アナグマ亜科イタチアナグマ属に分類される哺乳類。南東アジアの小さなフェレットのようなアナグマ。長くほっそりとした体つきで、短い四肢をしている。

## 分布
中国大陸南部を中心に、ベトナムやラオスなどの東南アジア、ビルマの一部、インドのアッサム州などの南アジア、そして香港、台湾、海南島に生息している。
多くは海抜100 - 2100mの山林に生息する。

## 形態
頭胴長約33 - 45cm、尾長約15 - 23cm、体重1 - 2kg程度。
足指の数は前後共に5本である。これによって、足指の数が4本のタヌキなどと足跡を見分けることができる。
歯式は、3/3・1/1・4/4・1/2＝38。
体は暗い灰褐色で頭、手足、尾が黒い。
肛門腺分泌物や体臭による強い臭気を放つ。

## 分類

### 亜種
7の亜種が認められる。主なものは以下。
- 学名：Melogale moschata  ferreogrisea (Hilzheimer, 1905）
- 学名：Melogale moschata  hainanensis (Zheng and Xu, 1983）
- 学名：Melogale moschata  millsi (Thomas, 1922）
- 学名：Melogale moschata  moschata (Gray, 1831）- 標準亜種
- 学名：Melogale moschata  sorella (G. M. Allen, 1929）
- 学名：Melogale moschata  taxilla (Thomas, 1925）

### 近縁種
イタチアナグマ属 (Melogale) に全5種が属している。
- シナイタチアナグマ Melogale moschata
- ボルネオイタチアナグマ Melogale everetti
- ジャワイタチアナグマ Melogale orientalis
- ビルマイタチアナグマ Melogale personata
- ベトナムイタチアナグマ Melogale cucphuongensis[6]

## 生態
植物食中心の雑食性で、果実、種子、小動物、鳥、鳥の卵などを食べる。
妊娠期間は2か月で、1 - 3子を出産する。

## 人間との関わり
毛皮の利用も考えられるが、価値は低い。また、臭気が強いため、肉も利用されることはほとんどない。

### SARS
重症急性呼吸器症候群 (SARS) が騒動となった時、シナイタチアナグマがSARSウイルスの自然宿主ではないかと疑われた。

### 狂犬病
2013年、台湾中部の野生のシナイタチアナグマが狂犬病に感染していたことが確認された（冷凍保存の標本から、少なくとも3年以上前から感染があったことが判明している）。